# Mirzamamedkend
Mirzamamedkend är en ort i Azerbajdzjan.   Den ligger i distriktet Quba Rayonu, i den nordöstra delen av landet, 160 km nordväst om huvudstaden Baku. Mirzamamedkend ligger 554 meter över havet och antalet invånare är 710.
Terrängen runt Mirzamamedkend är platt åt nordost, men åt sydväst är den kuperad. Runt Mirzamamedkend är det ganska glesbefolkat, med 48 invånare per kvadratkilometer.. Närmaste större samhälle är Quba, 2,4 km sydväst om Mirzamamedkend. 
Trakten runt Mirzamamedkend består till största delen av jordbruksmark.